# Landhaus (Klagenfurt am Wörthersee)
Il Landhaus è l'antico palazzo della dieta regionale della città austriaca di Klagenfurt, capoluogo della Carinzia.
Sorge fra le più importanti piazze del centro cittadino, e rappresenta un buon esempio dell'architettura rinascimentale in Austria.
L'edificio sorse sul luogo dell'antico castello. Venne iniziato nel 1574 dall'architetto Hans Freymann  che concepì una struttura articolata a ferro di cavallo attorno a una corte, guardata da due torri. Il progetto, in stile rinascimentale, venne in seguito continuato dal luganese Giovanni Antonio Verda da Gandria; che lo completò nel 1587.
Il palazzo presenta la sua facciata principale in fondo al cortile, costituita da un'ala a doppia loggia, affiancata da due imponenti scalinate porticate che trovano l'ingresso sotto le due torri gemelle dalle coperture barocche a bulbo.
All'interno si trova la Wappensaal, la "sala degli stemmi", dalle pareti interamente affrescate con 665 blasoni delle antiche e nobili famiglie della Carinzia. Sul soffitto è un grande affresco barocco prospettico con la Gloria di Carlo VI d'Asburgo. Tutti gli affreschi vennero eseguiti fra il 1740 e il 1760 dal pittore locale Josef Ferdinand Fromiller.
Nella sala si custodisce la Fürstenstein, Pietra del Principe, capitello di una colonna ionica, importante nelle cerimonie di incoronazione dei principi di Carantania nell'alto medioevo, e dei duchi di Carinzia, dopo.

## Galleria d'immagini

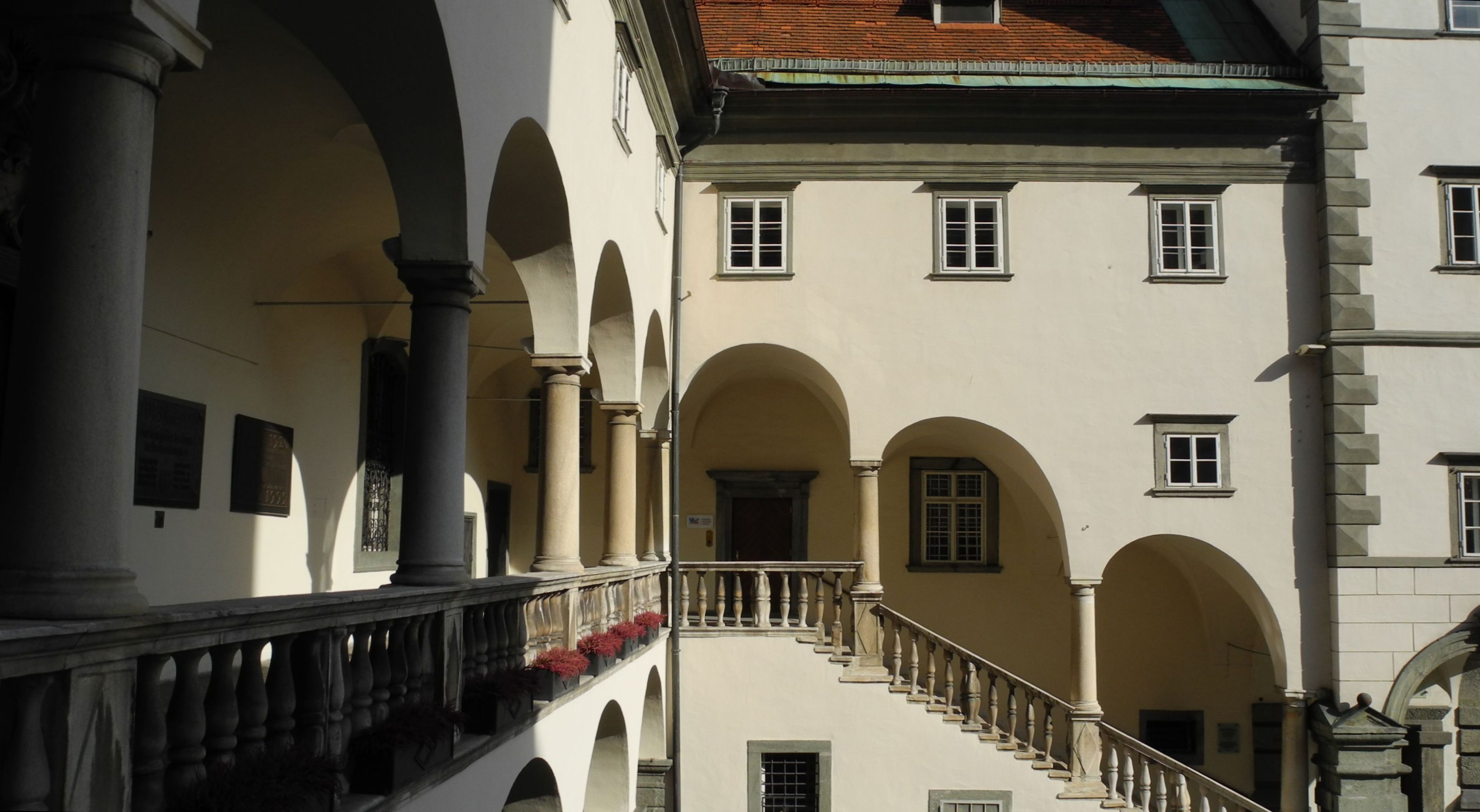
Una delle scalinate esterne
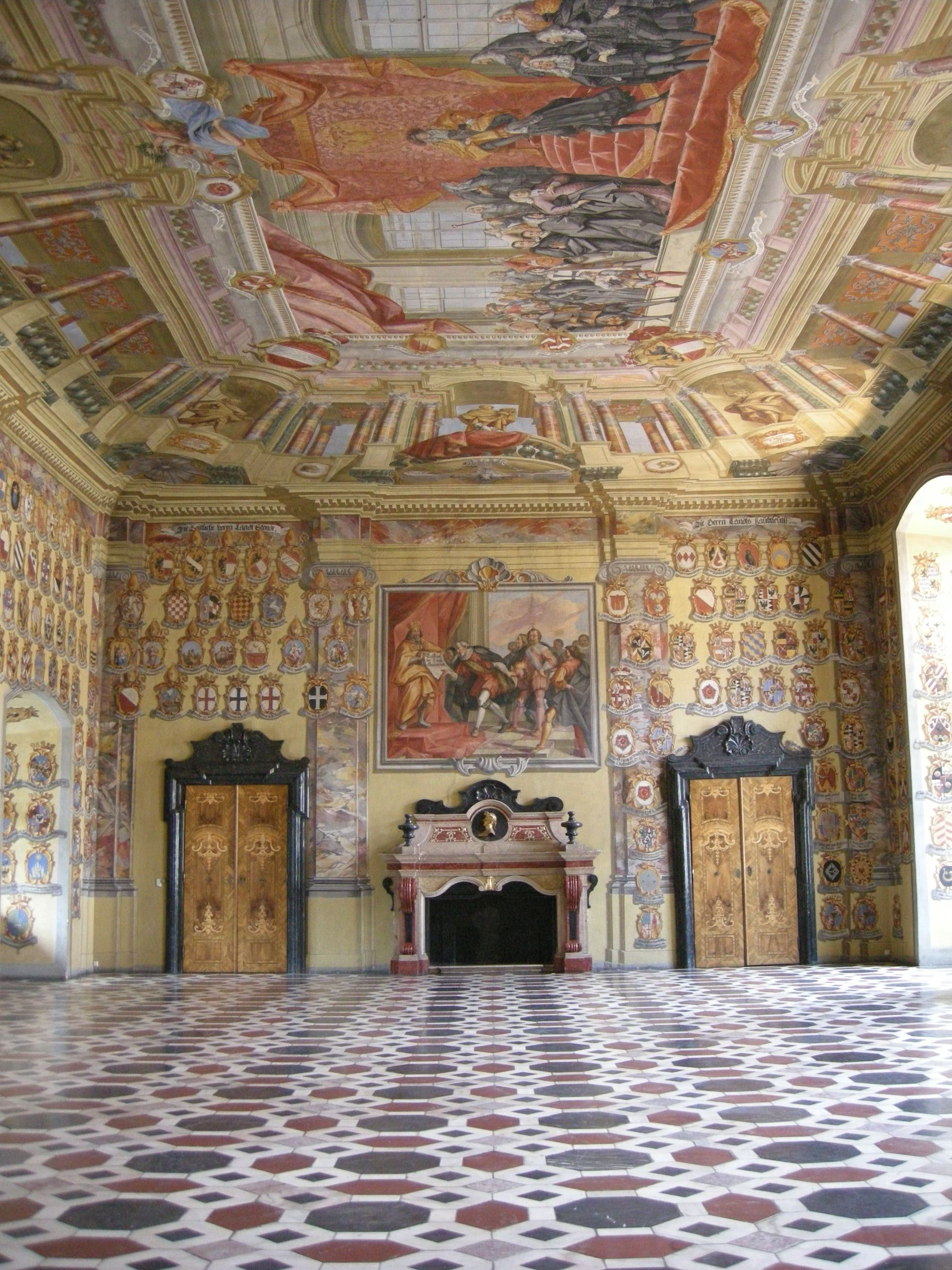
Wappensaal
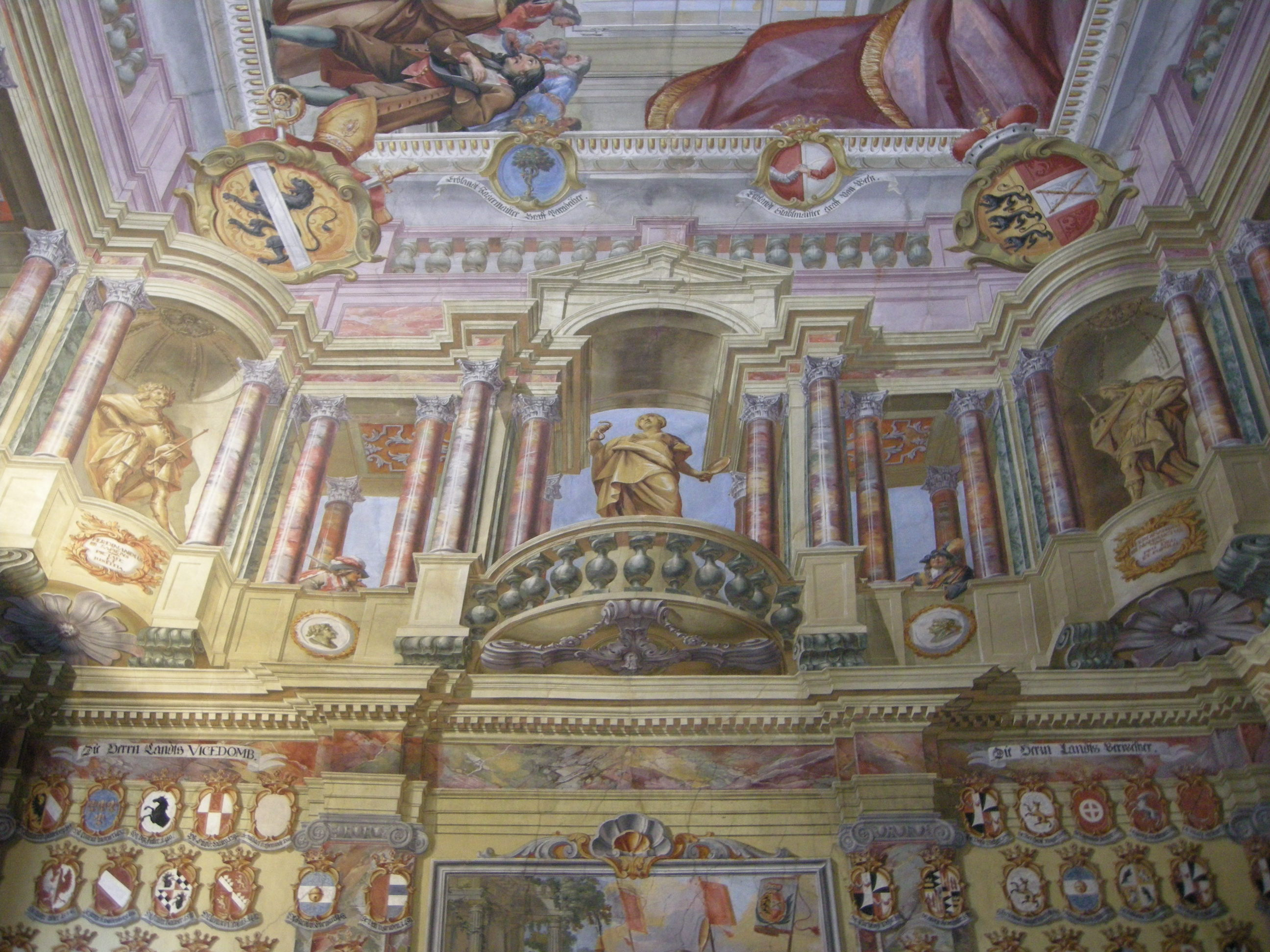
Particolare del soffitto della Wappensaal
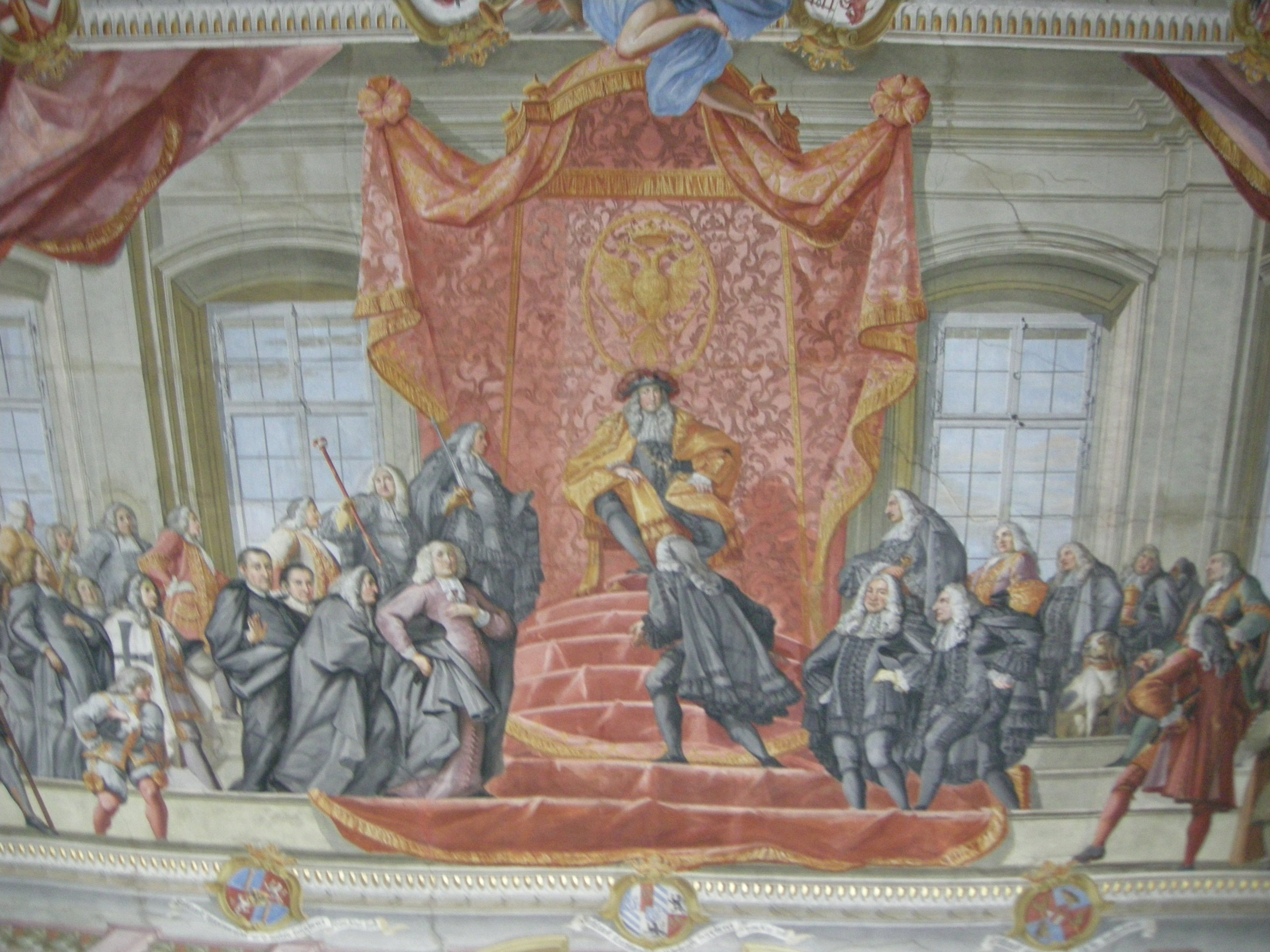
Gloria di Carlo VI d'Asburgo nella Wappensaal
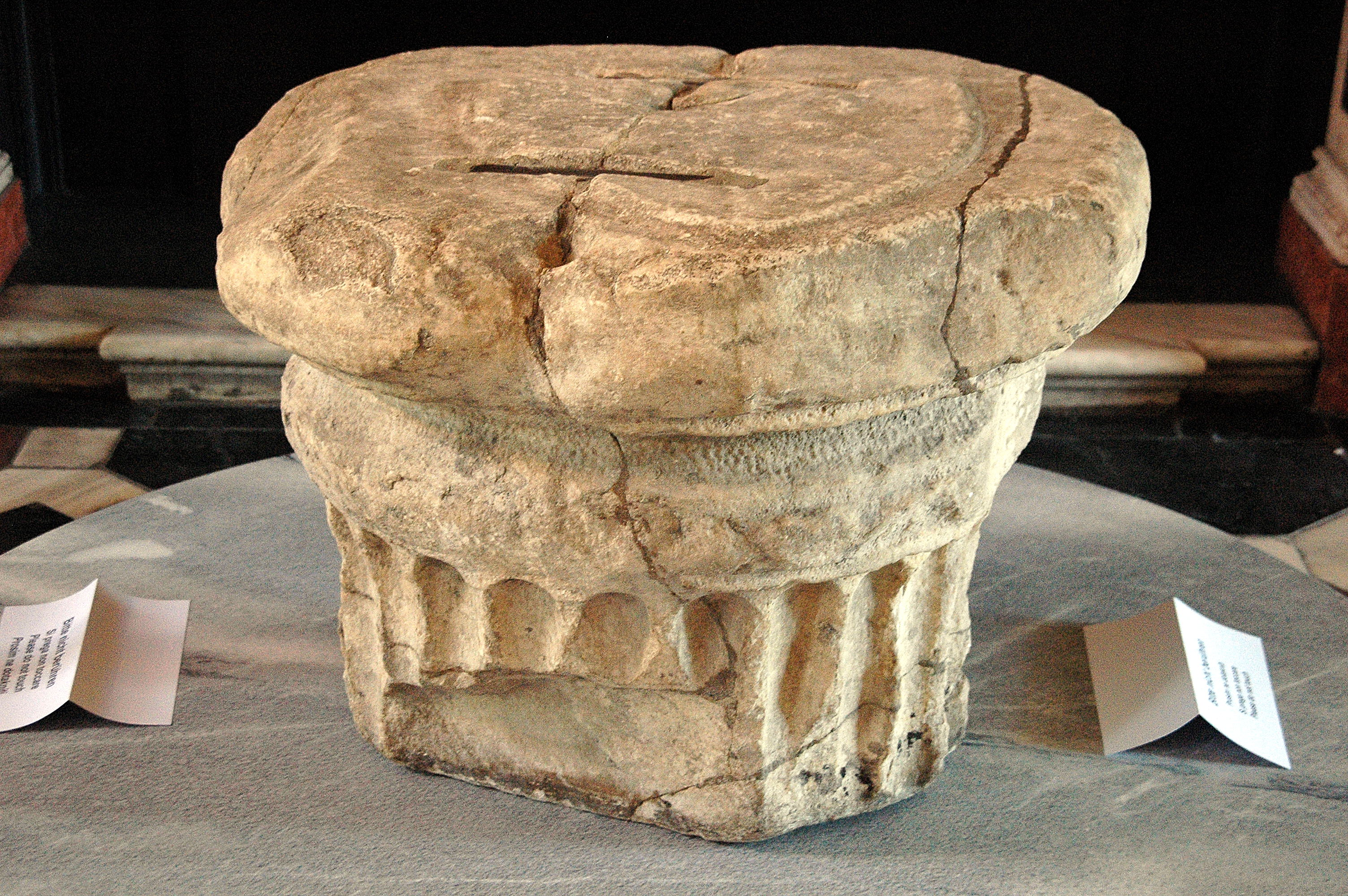
La Fürstenstein, Pietra del Principe